# Krystyna Rokiczana
Krystyna Rokiczana (ur. przed 1330 w Pradze, zm. po 1365) – mieszczka czeska, morganatyczna żona króla Polski Kazimierza Wielkiego. Krystyna jest wspominana w kilku źródłach historycznych, m.in. w Spominkach o Ciołkach (z początku XV wieku) i aktach śledztwa Stolicy Apostolskiej dotyczącego unieważnienia małżeństwa Kazimierza Wielkiego z Adelajdą Heską.

## Życiorys
Praska mieszczka była córką wójta Pragi, Wacława. Gdy poznała króla Kazimierza, od dziesięciu lat była wdową po mieszczaninie praskim Mikulaszu (Mikołaju) z Rokiczan (zmarł nagle w 1346 roku), kupcu i ławniku, po którym miała odziedziczyć duży majątek. W maju 1356 Kazimierz Wielki przebywał w Pradze. Wówczas poznał Rokiczanę i prawdopodobnie zaręczył się. Związek małżeński został zawarty wkrótce potem w Krakowie, a ślubu udzielał opat tyniecki Jan. Gdy praska mieszczka zamieszkała w Krakowie, być może na Wawelu, jej małżonek doprowadził do wydalenia z kraju legalnej żony – Adelajdy Heskiej.
Królowa Adelajda nie zrezygnowała jednak z walki o  prawa małżeńskie. Ślub Kazimierza i Krystyny był jawną bigamią i związkiem morganatycznym. Adelajda Heska interweniowała w Kurii papieskiej oraz u monarchów europejskich. Z Hesji, zapewne z Kassel, królowa wyjechała na dwór węgierski króla Ludwika Andegawena. Prosiła tam matkę Ludwika, Elżbietę, o pomoc w jej sprawie, ale siostra króla Kazimierza nie chciała działać wbrew swojemu bratu. Tymczasem pożycie małżonków prawdopodobnie nie trwało długo; Jan Długosz podaje, że Rokiczana została oddalona od króla krótko po ślubie po odkryciu skrywanych wad – łysiny i świerzbu, niewykluczone jednak, że związek przetrwał nieco dłużej – z akt śledztwa Stolicy Apostolskiej wynika, że Krystyna przebywała w Polsce jeszcze w 1365, kiedy król poślubiał kolejną żonę, Jadwigę. Jako inny powód odsunięcia Rokiczany wymienia się spalenie na jej polecenie chłopskiej chaty, która miała zasłaniać jej widok Wawelu z dworku w Łobzowie.
Prawdopodobnie Rokiczana została podsunięta królowi przez cesarza Karola IV. Prowadziła ona korespondencję z cesarzem, zapewniając mu swoje usługi (list z 13 lipca 1357). Aby jednak z tego powodu nie padł nawet cień podejrzeń na cesarza, Karol IV w dokumencie z 3 maja 1356 roku zobowiązał się w zastępie landgrafa Hesji wypłacić niewypłacony dotąd posag królowej Adelajdy, dwa tysiące kóp groszy praskich. Sprawiało to pozorne wrażenie, jakby cesarz zamierzał za wszelką cenę uratować sypiące się małżeństwo króla Polski. Małżeństwo Kazimierza z Krystyną było szczególnie korzystne dla dynastii andegaweńskiej; komplikowało ono jeszcze bardziej niejasną sytuację matrymonialną króla, zmniejszając szanse na doczekanie się przez Kazimierza męskiego potomka, który pozbawiałby tronu polskiego Ludwika Węgierskiego.

## Krystyna Rokiczana w kulturze
Rokiczana odgrywa niebagatelną rolę na kartach powieści Józefa Ignacego Kraszewskiego Król chłopów (1884). Dziejom małżeństwa pisarz poświęcił księgę piątą powieści Rokiczana (tom III). Portretując Krystynę Kraszewski pisał o jej bogactwie, starannym wykształceniu, pierwszym małżeństwie ze znacznie starszym mężczyzną, a wygląd charakteryzował następująco: Słusznego wzrostu, śnieżnej białości, brunatnych włosów i oczu, rysów dziwnie pięknych i dostojnych, miała w istocie w sobie coś królewskiego, pańskiego, ale też i ten poważny chłód, i ten majestat obojętny życiu, którym się przystrajają królowe. Rzadko kiedy uśmiech jakby wymuszony koralowe jej otwierał usta, rzadko wejrzenie powiedziało o wzruszeniu wewnętrznym.
W serialu Korona królów gra ją Michalina Sosna.